# Richard Theodor von Hennig
Richard Theodor von Hennig (* 16. September 1852 in Kleinwelka; † 4. Mai 1926 in Dresden) war ein sächsischer Generalleutnant.

## Leben
Er entstammte dem Geschlecht Hennig, das die Stammreihe mit Zacharias Hennig († 1726), Einwohner und Tagarbeiter in Löbau, beginnt und das am 27. Juni 1806 in Wien mit seinem Großvater, dem Oberamtsadvokat und Vizeprätor Karl Traugott Hennig (* 26. Mai 1764 in Löbau; † 17. Dezember 1830 in Bautzen) noch in den Reichsadelsstand erhoben wurde. Der Großvater, Oberamtsadvokat Karl Traugott Hennig, erteilte als aufsichtsführender Gerichtsdirektor ab 1795 großzügig Genehmigungen für gewerbliche Tätigkeiten in Kleinwelka und war von 1824 bis 1830 auch Bürgermeister von Bautzen. Auch war er Besitzer der Güter Ratzen und Geißlitz. Die Familie führte das Adelsprädikat etwa dreißig Jahre nicht, musste es nach dem Adelsdiplom auch nicht, da der Adel cum privilegium de non usu verliehen wurde.
Richard Theodor von Hennig wurde am 15. April 1872 zum Fahnenjunker und anschließend am 1. Dezember 1872 zum Fähnrich beim Grenadier-Regiment „Kaiser Wilhelm, König von Preußen“ (2. Königlich Sächsisches) Nr. 101 der sächsischen Armee ernannt. Er avancierte am 9. Oktober 1873 zum Leutnant und durchlief in den folgenden Jahren eine gewöhnliche militärische Laufbahn, wonach er am 16. April 1880 zum Oberleutnant und am 1. April 1887 zum Hauptmann und Kompaniechef aufstieg. Er war die nächsten Jahre in dieser Eigenschaft und wurde am 21. Februar 1895 zum Major und Bataillonskommandeur im Regiment ernannt. 1897 wechselte er in gleicher Eigenschaft in das 13. Königlich Sächsische Infanterie-Regiment Nr. 178, wonach er am 25. Mai 1899 zum Oberstleutnant und Bataillonskommandeur des 3. Jäger-Bataillons Nr. 15 in Wurzen aufstieg. 1900 wurde er von dieser Position entbunden und als etatsmäßiger Stabsoffizier in das 1. Königlich Sächsische Leib-Grenadier-Regiment Nr. 100 verlegt. Nachdem er am 22. März 1902 zum Oberst befördert wurde, wurde er zeitgleich zum Regimentskommandeur des 11. Königlich Sächsischen Infanterie-Regiment Nr. 139. Nachdem er mehrere Jahre in dieser Eigenschaft war, erfolgte unter Beförderung zum Generalmajor am 17. August 1906 seine Ernennung zum Brigadekommandeur der 2. Infanterie-Brigade Nr. 46. Unter Genehmigung seines Abschiedsgesuches wurde er am 21. November 1909 mit dem Charakter eines Generalleutnants zur Disposition gestellt, mit Generalsuniform und Portepee.
Nach Ausbruch des Ersten Weltkrieges wurde von Hennig als z.-D.-Offizier wiederverwendet und am 24. August 1914 als Nachfolger des gefallenen Generalmajors Arthur von Bodenhausen zum Brigadekommandeur der 45. Ersatz-Brigade ernannt. Er kämpfte mit seiner Brigade bei den heftigen Kämpfen an der Meurthe und in den Gebirgen des wald- und schluchtenreichen Vogesenlandes. Wegen seines Gesundheitszustandes war er jedoch gezwungen in die Heimat zurückzukehren. Im Frühjahr 1916 kehrte er als Brigadekommandeur der 47. Ersatz-Brigade an die Front zurück. Er starb 1926 und wurde unter großer Anteilnahme auf dem Dresdner Garnisonfriedhof begraben.